# The Open Door
The Open Door (с англ. — «Открытая дверь») — второй студийный альбом американской рок-группы Evanescence, издан в 2006 году. Выход диска сопровождался пятью синглами и двумя мировыми турами. Стал «платиновым» всего через месяц после релиза, на сегодняшний день в США продано более пяти миллионов экземпляров. The Open Door победил в номинации «Альбом года» на 2007 MTV Australia Video Music Awards.
В альбом не вошла песня Эми Ли под названием «Together Again», написанная для фильма «Хроники Нарнии: Лев, колдунья и платяной шкаф», но после событий в Гаити в 2010-м году она вышла как цифровой сингл.

## Об альбоме

### Выход и продажи
The Open Door вышел 25 сентября 2006 года в Польше, 27 сентября в Японии, 29 сентября в Ирландии, 30 сентября в Австралии и Италии, 2 октября в Европе, 3 октября в Северной Америке, 4 октября в Аргентине.
Цифровая версия альбома была доступна для предварительного заказа с 15 августа 2006 года в iTunes Store и Walmart.com. Эта версия содержала интервью с Эми Ли и бонусный трек «The Last Song I’m Wasting on You» (который позже вошёл в сингл «Lithium»).
4 сентября 2006 года произошла утечка информации в Интернет, и 24 сентября альбом появился на AOL Music и MuchMusic.com.
The Open Door дебютировал под номером один в США, Австралии, Германии, Греции и Швейцарии, вошёл в пятёрку лучших в Австрии, Канаде, Франции, Гонконге, Ирландии, Израиле, Италии, Японии, Нидерландах, Норвегии, Новой Зеландии, Южной Корее, Швеции и Великобритании. По данным американского чарта Billboard 200 было продано 447 000 копий за первую неделю. За две недели в Соединённых Штатах продали уже 725 000 копий, и к 8 ноября 2006 альбом стал «платиновым» после чуть более чем месяца с мирового релиза. Для сравнения, Fallen дебютировал с продажей 142 000 копий, а всего только лишь в США было продано 7 миллионов экземпляров.
The Open Door победил в номинации «Альбом года» на 2007 MTV Australia Video Music Awards.
В соответствии с National Music Publishers Association к 10 июня 2008 года в Америке было продано два миллиона экземпляров и более чем пять миллионов по всему миру.

## Синглы
- Первый сингл из альбома, «Call Me When You're Sober» вышел ограниченным радио-тиражом 31 июля 2006, впоследствии стал продаваться на CD[13][14]. Полная версия «Call Me When You’re Sober» попала в Интернет за пару дней до того, как она должна была официально появиться на радио airplay, после этого лейбл разрешил начать воспроизводить песню на радиостанциях. Клип на «Call Me When You’re Sober» снимался режиссёром Марком Уэббом в июле 2006[15].
- Второй сингл, «Lithium» вышел 8 января 2007[16]. До релиза альбома многие из фанатов думали, что Lithium — это кавер на песню группы Nirvana, имеющее аналогичное название. Многие русские фанаты не совсем понимают смысл песни в силу того, что под литием они понимают только химический элемент. На самом деле в песне речь о литии — лекарстве, применяющемся в психиатрии для стабилизации настроения людей, частыми перепадами настроения.
- Третьим синглом стала «Sweet Sacrifice», хотя изначально должна была быть «All That I’m Living For». По просьбам фанатов и самого лейбла была заменена[17]. Это единственная песня на «The Open Door» об оскорбительных отношениях, которые были источником почти всех песен в «Fallen».
- Четвёртый сингл — песня «Good Enough». Клип на неё снимался с 11 по 14 июня 2007, в Будапеште. Режиссёрами стали Марк Уэбб и Rich Lee[18][19]. Как и Fallen, этот альбом содержит элементы хорового пения. The Millennium Choir, участвовавший в записи «Everybody's Fool», «Haunted» и «Whisper», исполнял «Lacrymosa» и «Your Star». Изначально Эми Ли не хотела, чтобы «Good Enough» вошла в альбом.
- Пятый сингл, «Weight of the World» выпускался ограниченным тиражом в октябре 2007 года в Колумбии[20]. Также «Imaginary» из Fallen вышел только в Испании.

### Другие композиции
«Like You» — вторая песня, написанная для альбома. Никогда не исполнялась в живую.
«Самая личная песня в альбоме The Open Door. Она о чём-то, о чём трудно даже говорить, но написание этого приносит только хорошие чувства», — объясняет Ли. «Это о моей сестре, которая умерла когда мне было 6 лет, ей было 3 года. Это повлияло на мою жизнь и определённо повлияло на стиль моего написания, и это сделало меня той, кем я являюсь. Это одна из тех вещей, которая случается достаточно рано в вашей жизни и которая формирует вас».
«Эта песня обо мне, как взгляд из детства, куда я возвращаюсь много раз. Я была там и написала песню тем способом. Это не пример тех вещей, про которые я могу крикнуть со спокойной душой в мегафон перед миллионами людей». «Это нечто, что меняет вас», — говорит Эми. «Я люблю её и я всегда буду любить её. Её дух всегда с нами. Я всегда хочу иметь маленькое местечко на пластинке для неё. На прошлой пластинке это была Hello, и я также писала её глазами ребёнка. Я рассказала об этом немного другим способом, но вдохновение у песен одно».
Песня Together Again, изначально не вошедшая в альбом, в 2010 году была выпущена в качестве сингла после землетрясения на Гаити. Все деньги от её продаж были отправлены на благотворительные цели.

## Тур

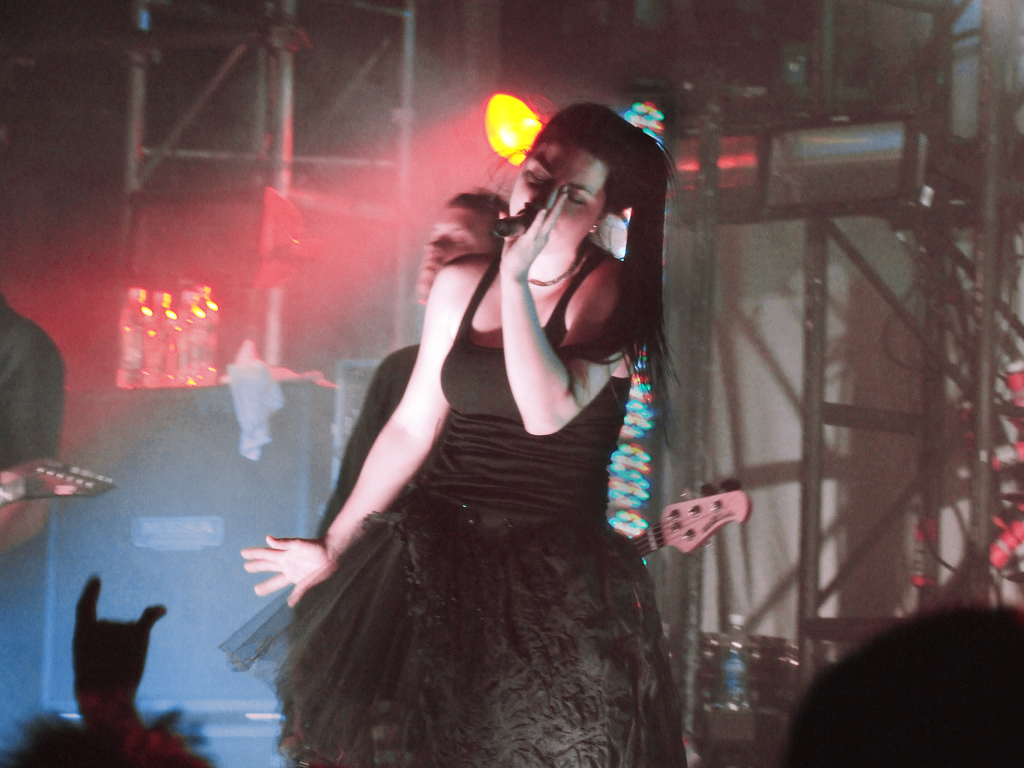
Evanescence на концерте первого этапа мирового турне «The Open Door»

### Первый этап
Первый этап мирового турне «The Open Door» стартовал в Торонто 5 октября 2006 года и продолжался до нью-йоркского концерта 15 декабря. После гастролей по Северной Америке в октябре группа путешествовала по Европе до возвращения в США. Затем последовали концерты в Канаде, Японии и Австралии. Во время гастролей по США к группе примыкали Revelation Theory, в Канаде Stone Sour и The Black Maria, а в Австралии — Shihad.

### Второй этап
Второй этап начался 16 марта 2007 года в Fresno, Калифорния и закончился 5 июля в Катовице, Польша. Тур прошёл по Соединённым Штатам, Южной Америке, Южной Африке, снова вернулся в США и завершился в Европе.
Во время открытия этапа группа играла с Chevelle и Finger Eleven. В Буэнос-Айресе Evanescence участвовала в рок-фестивале с Aerosmith, Velvet Revolver и Ratones Paranóicos. В рамках европейской части принимала участие в Family Values Tour вместе с Korn. Затем группа продолжила гастролировать через Мексику и США.

### Третий этап
Финальный этап стартовал в Coral Gables, Флорида 23 октября 2007. После более чем года гастролей последний концерт был сыгран в Кингстоне, Род-Айленд 9 декабря.
В сет-лист были включены такие песни как «Lose Control», «Missing» и «Understanding».

## Список композиций
| №   | Название                    | Длительность |
| --- | --------------------------- | ------------ |
| 1.  | «Sweet Sacrifice»           | 3:05         |
| 2.  | «Call Me When You're Sober» | 3:35         |
| 3.  | «Weight of the World»       | 3:38         |
| 4.  | «Lithium»                   | 3:44         |
| 5.  | «Cloud Nine»                | 4:22         |
| 6.  | «Snow White Queen»          | 4:23         |
| 7.  | «Lacrymosa»                 | 3:37         |
| 8.  | «Like You»                  | 4:17         |
| 9.  | «Lose Control»              | 4:50         |
| 10. | «The Only One»              | 4:40         |
| 11. | «Your Star»                 | 4:43         |
| 12. | «All That I’m Living For»   | 3:49         |
| 13. | «Good Enough»               | 5:31         |

### Японское издание
В Японии ограниченным тиражом альбом вышел на двух дисках и содержал клип «Call Me When You’re Sober» и съёмки за кулисами. Также в CD был добавлен бонусный трек.
| №   | Название                                       | Автор(ы)               | Длительность |
| --- | ---------------------------------------------- | ---------------------- | ------------ |
| 14. | «Call Me When You're Sober» (Acoustic version) | Эми Ли, Терри Бальзамо | 3:39         |

### Не вошедшие в альбом песни
- «If You Don’t Mind»
- «Together Again»

## Позиции в чартах
| Чарты (2006)                          | Чарты (2006) |
| Чарт                                  | Позиция      |
| ------------------------------------- | ------------ |
| U.S. Billboard 200                    | 1            |
| Australia Top 50 Albums               | 1            |
| Austria Top 75 Albums                 | 2            |
| Belgium Top 50 Albums                 | 9            |
| Canada Top 50 Albums                  | 2            |
| Czech Republic Top 50 Albums          | 4            |
| Danish Top 40 Albums                  | 5            |
| Estonian Top 100 Albums               | 4            |
| Finnish Top 40 Albums                 | 5            |
| French Top 100 Albums                 | 2            |
| German Top 100 Albums                 | 1            |
| Greek IFPI International Albums Chart | 1            |
| Irish Top 75 Albums                   | 3            |
| Netherlands Top 100 Albums            | 2            |
| New Zealand Top 40 Albums             | 2            |
| Norway Top 40 Albums                  | 3            |
| Sweden Top 60 Albums                  | 2            |
| Switzerland Top 100 Albums            | 1            |
| UK Top 75 Albums                      | 2            |
| European Albums Chart                 | 1            |

## Участники записи
Evanescence

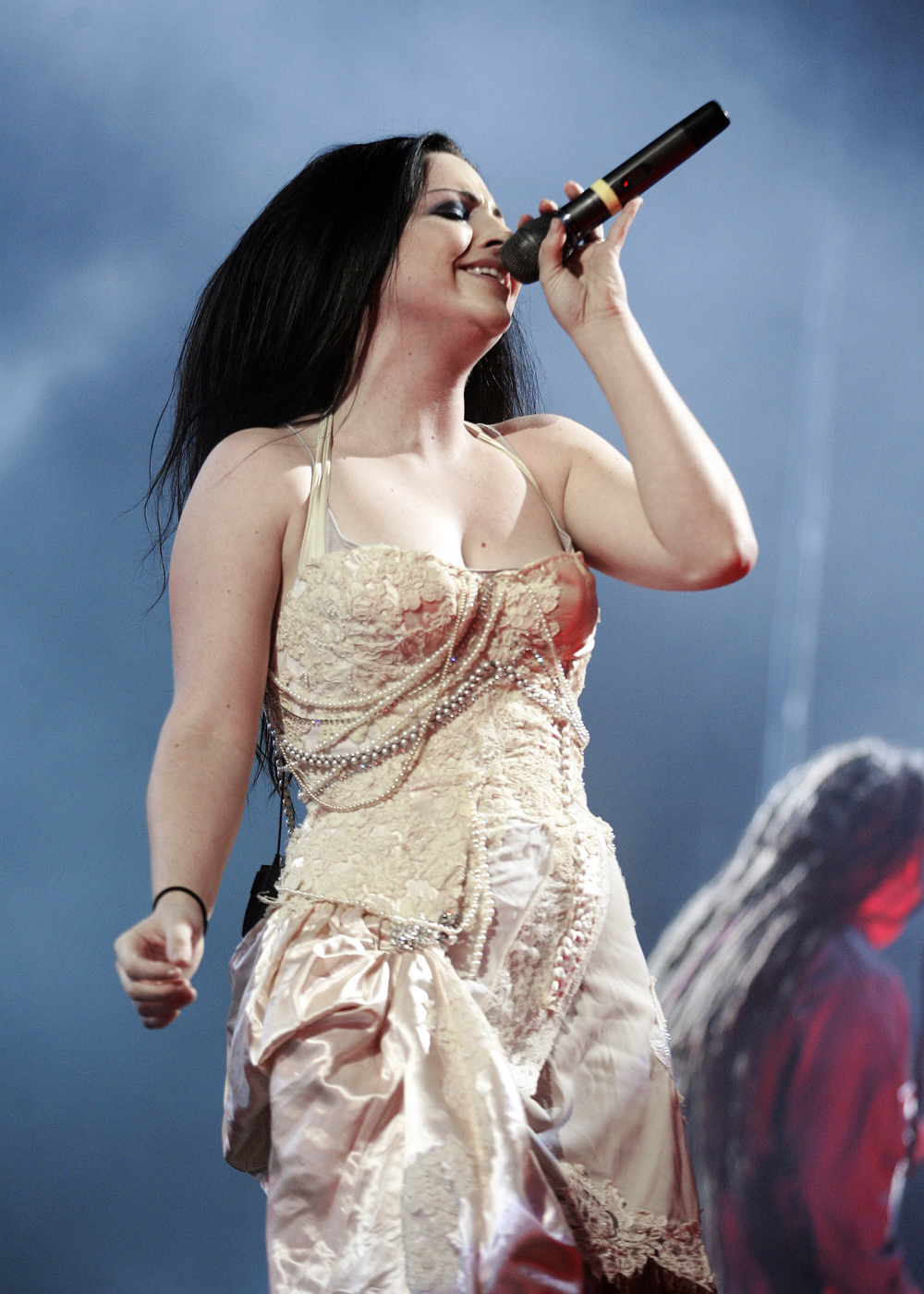
Эми Ли в Майами, Флорида.

- Эми Ли — вокал, фортепиано, вокальные аранжировки;
- Терри Бальзамо — гитара;
- Джон ЛеКомпт — гитара;
- Уилл Бойд — бас-гитара;
- Роки Грей — ударные.

Дополнительный вокал
- Керри и Лори Ли — бэк-вокал на «Call Me When You’re Sober»;
- Millennium Choir — приглашённый хор (Susan Youngblood, Talaya Trigueros, Mary Gaffney, Alyssa Capbell, Bebe Gordon, Melanie Bruno, Dwight Stone, Eric Castro, Darryl Phinnessee, Tamara Berard, Kevin Dabley, Marcella Carona, Tania Themmen, Joanne Paratore, Lisa Wall-Urgero).